# Darrell Pace
Darrell Owen Pace (Cincinnati (Ohio), 23 oktober 1956) is een Amerikaanse boogschutter.
Pace begon met boogschieten toen hij 13 jaar was. Toen hij 16 jaar was, was hij het jongste lid van het VS-team op de wereldkampioenschappen. Pace was meerdere keren nationaal (1973-1976, 1978, 1980) en wereldkampioen (1975, 1979).
In 1976 deed Pace mee aan de Olympische Spelen in Montreal, waar hij in de finale de Japanner Hiroshi Michinaga versloeg en de gouden medaille behaalde. In 1980 werd Pace opnieuw geselecteerd voor het Olympisch team. De Verenigde Staten boycotten echter de Spelen vanwege de invasie van de Russen in Afghanistan en Pace bleef thuis.
In 1984 behaalde Pace in Los Angeles zijn tweede Olympische gouden medaille, door zijn landgenoot Rick McKinney te verslaan in de finale. Op de Spelen in Seoel (1988) kwam Pace niet verder dan de achtste plaats. Met het team, met teamgenoten McKinney en Jay Barrs won hij echter nog een zilveren medaille.
In Hamilton (Ohio) werd het Darrell O. Pace Park naar hem vernoemd. In 2004 werd hij voorzitter van de National Archery Association (NAA).
1904: George Bryant ·
1908: William Dod ·
1972: John Williams ·
1976: Darrell Pace ·
1980: Tomi Poikolainen ·
1984: Darrell Pace ·
1988: Jay Barrs ·
1992: Sébastien Flute ·
1996: Justin Huish ·
2000: Simon Fairweather ·
2004: Marco Galiazzo ·
2008: Viktor Roeban ·
2012: Oh Jin-hyek ·
2016: Ku Bon-chan ·
2020: Mete Gazoz ·
2024: Kim Woo-jin